# 旧奥雷利亚纳
旧奥雷利亚纳（西班牙語：Orellana la Vieja）是西班牙埃斯特雷马杜拉巴达霍斯省的一个市镇。总面积37平方公里，总人口3093人（2001年），人口密度84人/平方公里。

## 友好城市
- 法國 讷耶-蓬皮埃尔